# Ingleside
Ingleside is een plaats (city) in de Amerikaanse staat Texas, en valt bestuurlijk gezien onder Nueces County en San Patricio County.

## Demografie
Bij de volkstelling in 2000 werd het aantal inwoners vastgesteld op 9388.
In 2006 is het aantal inwoners door het United States Census Bureau geschat op 9357, een daling van 31 (-0.3%).

## Geografie
Volgens het United States Census Bureau beslaat de plaats een oppervlakte van
37,6 km², waarvan 37,3 km² land en 0,3 km² water.

## Plaatsen in de nabije omgeving
De onderstaande figuur toont nabijgelegen plaatsen in een straal van 12 km rond Ingleside.